# Figueirense Futebol Clube
Figueirense Futebol Clube je brazilský fotbalový klub z Florianópolis. Klub byl založen v roce 1921 a svoje domácí utkání hraje na Estádio Orlando Scarpelli s kapacitou 19 908 diváků.